# Niedenhof
Niedenhof ist ein Ortsteil im Stadtteil Refrath von Bergisch Gladbach.

## Geschichte
Der Name Niedenhof bezieht sich auf eine hochmittelalterliche Siedlungsgründung, die das Urkataster als Im Niedenhof am Vürfelser Bach im Bereich der heutigen Straße Niedenhof verzeichnet. Der Niedenhof war ursprünglich als Köttersgut des Vürfelser Hofes für das Jahr 1164 in der Form de Nede urkundlich nachgewiesen. Das Bestimmungswort Nieden hat sich aus dem althochdeutschen nida[i] (= unten, nieder, tief) bzw. dem mittelhochdeutschen nidene/niden (= unten, hernieden) gebildet. Es verweist damit auf die Lage des Hofes in einer Niederung am Vürfelser Bach.
Die Topographia Ducatus Montani des Erich Philipp Ploennies, Blatt Amt Porz, belegt, dass der Wohnplatz 1715 als Hof kategorisiert wurde und mit Niedenhof bezeichnet wurde. Niedenhof war zu dieser Zeit Teil der Honschaft Gronau im Kirchspiel Gladbach.
Unter der französischen Verwaltung zwischen 1806 und 1813 wurde das Amt Porz aufgelöst und Niedenhof wurde politisch der Mairie Bensberg  im Kanton Bensberg zugeordnet. 1816 wandelten die Preußen die Mairie zur Bürgermeisterei Bensberg im Kreis Mülheim am Rhein.
Der Ort ist auf der Preußischen Uraufnahme von 1840 als Niederhof verzeichnet. Ab der Preußischen Neuaufnahme von 1892 ist er auf Messtischblättern regelmäßig als Niedenhof oder ohne Namen verzeichnet.
Aufgrund des Köln-Gesetzes wurde die Stadt Bensberg mit Wirkung zum 1. Januar 1975 mit Bergisch Gladbach zur Stadt Bergisch Gladbach zusammengeschlossen. Dabei wurde auch Niedenhof Teil von Bergisch Gladbach.
| Jahr | Einwohner | Wohn- gebäude | Kategorie  | Politische / kirchliche Zugehörigkeit                           |
| ---- | --------- | ------------- | ---------- | --------------------------------------------------------------- |
| 1845 | 12        | 1             | Bauergut   | Bürgermeisterei Bensberg, Pfarre Bensberg                       |
| 1871 | 11        | 1             | Einzelhaus | Bürgermeisterei Bensberg                                        |
| 1885 | 5         | 1             | Ortschaft  | Bürgermeisterei Bensberg, Kirchspiel Refrath Niedenhoff genannt |
| 1895 | 4         | 1             | Ortschaft  | Bürgermeisterei Bensberg, Kirchspiel Refrath Niedenhoff genannt |
| 1905 | 9         | 1             | Ortschaft  |                                                                 |